# Premiul Societății Naționale a Criticilor de Film pentru cel mai bun regizor
Premiul Societății Naționale a Criticilor de Film pentru cel mai bun regizor (în engleză National Society of Film Critics Award for Best Director) este un premiu anual acordat din 1966 de Societatea Națională a Criticilor de Film (National Society of Film Critics) pentru a onora cel mai bun regizor al anului.

## Câștigători multipli
Regizorul american Martin Scorsese și regizorul suedez Ingmar Bergman au primit fiecare premiul de trei ori, Scorsese pentru regia filmelor Șoferul de taxi (1976), Taurul furios (1980) și Băieți buni (1990); iar Bergman pentru Persona (1967), Rușine (Skammen) + Ora lupului (Vargtimmen) (1968) și O pasiune (En passion) (1970). Robert Altman, Luis Buñuel, David Cronenberg, Clint Eastwood, Greta Gerwig, Mike Leigh, Terence Malick, Steven Spielberg și François Truffaut au primit fiecare premiul de două ori.

## Lista câștigătorilor

### Anii 1960
| An   | Câștigător             | Film                          |
| ---- | ---------------------- | ----------------------------- |
| 1966 | Michelangelo Antonioni | Blowup                        |
| 1967 | Ingmar Bergman         | Persona                       |
| 1968 | Ingmar Bergman         | Hour of the Wolf (Vargtimmen) |
| 1968 | Ingmar Bergman         | Shame (Skammen)               |
| 1969 | François Truffaut      | Stolen Kisses (Baisers volés) |

### Anii 1970
| An   | Câștigător           | Film                                                                        |
| ---- | -------------------- | --------------------------------------------------------------------------- |
| 1970 | Ingmar Bergman       | The Passion of Anna (En passion)                                            |
| 1971 | Bernardo Bertolucci  | The Conformist (Il conformista)                                             |
| 1972 | Luis Buñuel          | The Discreet Charm of the Bourgeoisie (Le charme discret de la bourgeoisie) |
| 1973 | François Truffaut    | Day for Night (La nuit américaine)                                          |
| 1974 | Francis Ford Coppola | The Godfather Part II                                                       |
| 1975 | Robert Altman        | Nashville                                                                   |
| 1976 | Martin Scorsese      | Taxi Driver                                                                 |
| 1977 | Luis Buñuel          | That Obscure Object of Desire (Cet obscur objet du désir)                   |
| 1978 | Terrence Malick      | Days of Heaven                                                              |
| 1979 | Woody Allen          | Manhattan                                                                   |
| 1979 | Robert Benton        | Kramer vs. Kramer                                                           |

### Anii 1980
| An   | Câștigător                | Film                                                      |
| ---- | ------------------------- | --------------------------------------------------------- |
| 1980 | Martin Scorsese           | Raging Bull                                               |
| 1981 | Louis Malle               | Atlantic City                                             |
| 1982 | Steven Spielberg          | E.T. the Extra-Terrestrial                                |
| 1983 | Paolo și Vittorio Taviani | The Night of the Shooting Stars (La notte di San Lorenzo) |
| 1984 | Robert Bresson            | Money (L'argent)                                          |
| 1985 | John Huston               | Prizzi's Honor                                            |
| 1986 | David Lynch               | Blue Velvet (film)                                        |
| 1987 | John Boorman              | Hope and Glory                                            |
| 1988 | Philip Kaufman            | The Unbearable Lightness of Being                         |
| 1989 | Gus Van Sant              | Drugstore Cowboy                                          |

### Anii 1990
| An   | Câștigător        | Film               |
| ---- | ----------------- | ------------------ |
| 1990 | Martin Scorsese   | Goodfellas         |
| 1991 | David Cronenberg  | Naked Lunch        |
| 1992 | Clint Eastwood    | Unforgiven         |
| 1993 | Steven Spielberg  | Schindler's List   |
| 1994 | Quentin Tarantino | Pulp Fiction       |
| 1995 | Mike Figgis       | Leaving Las Vegas  |
| 1996 | Lars von Trier    | Breaking the Waves |
| 1997 | Curtis Hanson     | L.A. Confidential  |
| 1998 | Steven Soderbergh | Out of Sight       |
| 1999 | Mike Leigh        | Topsy-Turvy        |

### Anii 2000
| An   | Câștigător           | Film                                      |
| ---- | -------------------- | ----------------------------------------- |
| 2000 | Steven Soderbergh    | Erin Brockovich                           |
| 2000 | Steven Soderbergh    | Traffic                                   |
| 2001 | Robert Altman        | Gosford Park                              |
| 2002 | Roman Polanski       | The Pianist                               |
| 2003 | Clint Eastwood       | Mystic River                              |
| 2004 | Zhang Yimou          | Hero (Ying xiong)                         |
| 2004 | Zhang Yimou          | House of Flying Daggers (Shi mian mai fu) |
| 2005 | David Cronenberg     | A History of Violence                     |
| 2006 | Paul Greengrass      | United 93                                 |
| 2007 | Paul Thomas Anderson | There Will Be Blood                       |
| 2008 | Mike Leigh           | Happy-Go-Lucky                            |
| 2009 | Kathryn Bigelow      | The Hurt Locker                           |

### Anii 2010
| An   | Câștigător              | Film                |
| ---- | ----------------------- | ------------------- |
| 2010 | David Fincher           | The Social Network  |
| 2011 | Terrence Malick         | The Tree of Life    |
| 2012 | Michael Haneke          | Amour               |
| 2013 | Joel Coen și Ethan Coen | Inside Llewyn Davis |
| 2014 | Richard Linklater       | Boyhood             |
| 2015 | Todd Haynes             | Carol               |
| 2016 | Barry Jenkins           | Moonlight           |
| 2017 | Greta Gerwig            | Lady Bird           |
| 2018 | Alfonso Cuarón          | Roma                |
| 2019 | Greta Gerwig            | Little Women        |